# Branchinecta ferox
Branchinecta ferox är en kräftdjursart som först beskrevs av M. Milne-Edwards 1840.  Branchinecta ferox ingår i släktet Branchinecta och familjen Branchinectidae. Inga underarter finns listade.